# Valeria Lukyanova
Valeria Lukyanova (născută la 21 iunie 1992, Tiraspol, RSS Moldovenească, Uniunea Sovietică) este un model ucrainean de origine moldoveană. Este notabilă pentru asemănarea ei cu o păpușă Barbie.

## Carieră
În 2007, Lukyanova a câștigat concursul de frumusețe "Miss Diamond Crown of the World", concurs de frumusețe la care au participat 300 de concurente.

## Discografie

### Albume
- 2009: "Sun in the Eyes" [3]
- 2013: "2013" [4]

### Singles
- 2013: One Expectation (Alessandro Ambrosio feat. Amatue) [5]

### Music Videos
- 2010: "Venus" [6]
- 2011: "Endless eternity" [7]